# Punta Prima
Punta Prima ist ein vom Tourismus dominierter Ortsteil der Gemeinde Sant Lluís an der Südostspitze der Balearen-Insel Menorca. 
Der Ort liegt 5 km südlich von Sant Lluís direkt an einem, von der vorgelagerten Insel Illa de l’Aire geschützten, feinsandigen Strand von etwa 150 m Länge und einer Breite von 30 Metern. Der feine und weiße Sand war während der englischen Herrschaft über die Insel auch unter dem Namen „Sandy Bay“ bekannt.
Wahrzeichen von Punta Prima ist der Torre de Son Ganxo, ein Wehrturm aus dem späten 18. Jahrhundert, der heute als Jugendherberge genutzt wird. 